# Дони-Грбавци
Дони-Грбавци (серб. Доњи Грбавци, босн. Grbavci Donji) — населённый пункт (деревня) в общине Зворник, который принадлежит энтитету Республике Сербской, Босния и Герцеговина. По результатам югославской переписи населения 1991 года в Дони-Грбавци проживало 1 058 человек. Расположен на границе с Сербией.

## Население
В населении деревни преобладают мусульмане (боснийцы), также имеется значительное сербское меньшинство.
| 1961                           | 1971 | 1981 | 1991 | - | - | - |
| ------------------------------ | ---- | ---- | ---- | - | - | - |
| 658                            | 552  | 968  | 1058 | - | - | - |
| Гистограмма динамики населения |      |      |      |   |   |   |

### Национальный состав населения
На 1991 год:
- боснийцы — 846 человек (79,96 %);
- сербы — 206 человек (19,47 %);
- югославы — 2 человека (0,18 %);
- хорваты — 1 человек (0,09 %);
- другие и неизвестно — 3 человека (0,28 %).

На 1981 год:
- боснийцы — 678 человек (70,04 %);
- сербы — 259 человек (26,75 %);
- югославы — 27 человек (2,78 %);
- хорваты — 0 человек (0,00 %);
- другие и неизвестно — 4 человека (0,41 %).

На 1971 год:
- боснийцы — 453 человека (82,06 %);
- сербы — 96 человек (17,39 %);
- хорваты — 1 человек (0,18 %);
- югославы — 1 человек (0,18 %);
- другие и неизвестно — 1 человек (0,18 %).